# Anacleto Campanella
Anacleto Campanella (São Caetano do Sul, 14 de julho de 1924 – São Caetano do Sul, 18 de março de 1974) foi um contabilista, comerciante, industrial e político brasileiro radicado em São Paulo, estado que representou no Congresso Nacional.

## Dados biográficos
Filho de Miguel Campanella e Teresa Campanella. Formado em Contabilidade em 1944 pelo Liceu Acadêmico de São Paulo foi  comerciante e industrial e presidente da Associação Comercial e Industrial de São Caetano do Sul antes de ingressar na UDN e eleger-se vereador em Santo André em 1947. Empossado no ano seguinte renunciou após a emancipação de São Caetano do Sul, cidade da qual foi eleito prefeito em 1952 e 1961 e nesse intervalo foi eleito deputado estadual em 1958.
Filiado ao MDB após o Regime Militar de 1964 foi eleito deputado federal em 1966, mas não concluiu o mandato por ter sido cassado pelo Ato Institucional Número Cinco perdendo os direitos políticos por dez anos.

## Homenagem
Anacleto Campanella deu nome ao estádio municipal da cidade de São Caetano do Sul, esse marco se deu em dois momentos distintos de 1955 até 1964. E desde 1989 até o presente momento.

Campanella foi o responsável pela construção e inauguração do estádio, o batizando o local e alterando o nome em sua segunda gestão para Lauro Gomes de Almeida. Em 1989 com a fundação do AD São Caetano, o então prefeito Luiz Olinto Tortorello, novamente colocou o nome de Campanella no agora estádio nacionalmente conhecido .